# Euphorbia × ingezalahiana
Euphorbia × ingezalahiana es una especie fanerógama perteneciente a la familia de las euforbiáceas.  Es originaria de  Madagascar (Fianarantsoa).

## Taxonomía
Euphorbia × ingezalahiana fue descrita por Ursch & Leandri y publicado en Mémoires de l'Institut Scientifique de Madagascar, Série B, Biologie Végétale 5: 182. 1954.
Etimología
Euphorbia: nombre genérico que deriva del médico griego del rey Juba II de Mauritania (52 a 50 a. C. - 23), Euphorbus, en su honor – o en alusión a su gran vientre –  ya que usaba médicamente Euphorbia resinifera. En 1753 Carlos Linneo asignó el nombre a todo el género.
× ingezalahiana: epíteto otorgado  en honor del Sr. Ingezalaha, jefe del distrito de Fianarantsoa donde se cultivaba la planta.